# IC 5267
IC 5267 — галактика типу S0-a (спіральна галактика) у сузір'ї Журавель.
Цей об'єкт міститься в оригінальній редакції індексного каталогу.